# ترتيب أغاني أيرلندا
ترتيب أغاني أيرلندا (بالإنجليزية: Irish Singles Chart)‏ و (بالأيرلندية: Cairt Singil na hÉireann) هو ترتيب تسجيلات من الأغاني والألبومات أسبوعي يعرض أفضل التسجيلات من الأغاني والألبومات كل أسبوع في أيرلندا من المبيعات والشهرة ويقوم اتحاد التسجيل الموسيقي الأيرلندي بالإشراف عليه، وقد تم تأسيس الترتيب في سنة 1962.

## وصلات خارجية
- الموقع الرسمي